# Deuxième circonscription d'Ille-et-Vilaine
La deuxième circonscription d'Ille-et-Vilaine est l'une des huit circonscriptions législatives françaises que compte le département d'Ille-et-Vilaine situé en région Bretagne.

## La circonscription de 1958 à 1986

### Description géographique
Dans le découpage électoral de 1958, la deuxième circonscription d'Ille-et-Vilaine était celle de « Rennes Sud ». Le département comptait alors six circonscriptions.
Elle était composée des cantons suivants :
- Canton de Châteaugiron
- Canton de Montauban-de-Bretagne
- Canton de Montfort-sur-Meu
- Canton de Mordelles
- Canton de Rennes-Sud-Est
- Canton de Rennes-Sud-Ouest
- Canton de Saint-Méen-le-Grand.

### Historique des députations
| Législature | Début de mandat | Fin de mandat  | Député                | Parti politique | Observations |
| ----------- | --------------- | -------------- | --------------------- | --------------- | --- |
| Ire         | 9 décembre 1958 | 9 octobre 1962 | Henri Jouault         | CNIP            | Mandat écourté à la suite d'une dissolution parlementaire décidée par Charles de Gaulle. |
| IIe         | 6 décembre 1962 | 2 avril 1967   | François Le Douarec   | UNR             | |
| IIIe        | 3 avril 1967    | 30 mai 1968    | François Le Douarec   | UDR             | Mandat écourté à la suite d'une dissolution parlementaire décidée par Charles de Gaulle. |
| IVe         | 11 juillet 1968 | 1er avril 1973 | François Le Douarec   | UDR             | |
| Ve          | 2 avril 1973    | 2 avril 1978   | François Le Douarec   | UDR             | |
| VIe         | 3 avril 1978    | 22 mai 1981    | François Le Douarec   | RPR             | Mandat écourté à la suite d'une dissolution parlementaire décidée par François Mitterrand. |
| VIIe        | 2 juillet 1981  | 1er avril 1986 | Jean-Michel Boucheron | PS              | |
| VIIIe       | 2 avril 1986    | 14 mai 1988    | Aucun                 | Aucun           | Proportionnelle par département, pas de député par circonscription Proportionnelle par département, pas de député par circonscription. Mandat écourté à la suite d'une dissolution parlementaire décidée par François Mitterrand. |

### Historique des élections

#### Élections de 1958
| Candidat       | Candidat          | Parti          | Premier tour | Premier tour | Second tour | Second tour |  |
| Candidat       | Candidat          | Parti          | Voix         | %            | Voix        | %           |  |
| -------------- | ----------------- | -------------- | ------------ | ------------ | ----------- | ----------- |  |
|                | Henri Jouault élu | CNIP           | 22 279       | 37,30        | 38 593      | 67,48       |  |
|                | Léon Grimault     | MRP            | 18 846       | 31,55        | Retrait     | Retrait     |  |
|                | Alexis Le Strat   | SFIO           | 10 042       | 16,81        | 10 824      | 18,93       |  |
|                | Émile Guerlavas   | PCF            | 8 561        | 14,33        | 7 773       | 13,59       |  |
|                |                   |                |              |              |             |             |  |
| Inscrits       | Inscrits          | Inscrits       | 78 981       | 100,00       | 78 981      | 100,00      |  |
| Abstentions    | Abstentions       | Abstentions    | 17 808       | 22,55        | 20 502      | 25,96       |  |
| Votants        | Votants           | Votants        | 61 173       | 77,45        | 58 479      | 74,04       |  |
| Blancs et nuls | Blancs et nuls    | Blancs et nuls | 1 445        | 2,36         | 1 289       | 2,2         |  |
| Exprimés       | Exprimés          | Exprimés       | 59 728       | 97,64        | 57 190      | 97,8        |  |

Le suppléant d'Henri Jouault était Louis Carré, ancien entrepreneur de travaux publics, conseiller général du canton de Saint-Méen-le-Grand, maire de Quédillac.

#### Élections de 1962
| Candidat       | Candidat                | Parti          | Premier tour | Premier tour | Second tour | Second tour |  |
| Candidat       | Candidat                | Parti          | Voix         | %            | Voix        | %           |  |
| -------------- | ----------------------- | -------------- | ------------ | ------------ | ----------- | ----------- |  |
|                | François Le Douarec élu | UNR-UDT        | 15 611       | 30,11        | 29 379      | 52,98       |  |
|                | Henri Jouault sortant   | CNIP           | 11 758       | 22,68        | 14 742      | 26,58       |  |
|                | Jean-Paul Chassebœuf    | MRP            | 8 727        | 16,83        | Retrait     | Retrait     |  |
|                | Louis Barbé             | PCF            | 7 202        | 13,89        | 11 337      | 20,44       |  |
|                | Alexis Le Strat         | SFIO           | 6 469        | 12,48        | Retrait     | Retrait     |  |
|                | Pierre Roy              | PSU            | 2 074        | 4,00         |             |             |  |
|                |                         |                |              |              |             |             |  |
| Inscrits       | Inscrits                | Inscrits       | 81 688       | 100,00       | 81 688      | 100,00      |  |
| Abstentions    | Abstentions             | Abstentions    | 28 391       | 34,76        | 24 756      | 30,31       |  |
| Votants        | Votants                 | Votants        | 53 297       | 65,24        | 56 932      | 69,69       |  |
| Blancs et nuls | Blancs et nuls          | Blancs et nuls | 1 456        | 2,73         | 1 474       | 2,59        |  |
| Exprimés       | Exprimés                | Exprimés       | 51 841       | 97,27        | 55 458      | 97,41       |  |

Le suppléant de François Le Douarec était Jean Guillou, vétérinaire.

#### Élections de 1967
| Candidat       | Candidat                          | Parti          | Premier tour | Premier tour | Second tour | Second tour |  |
| Candidat       | Candidat                          | Parti          | Voix         | %            | Voix        | %           |  |
| -------------- | --------------------------------- | -------------- | ------------ | ------------ | ----------- | ----------- |  |
|                | François Le Douarec sortant réélu | UD-Ve          | 32 928       | 47,10        | 39 804      | 60,43       |  |
|                | Henri Garnier                     | CD (PDM)       | 15 015       | 21,48        | Retrait     | Retrait     |  |
|                | Michel Phlipponneau               | SFIO (FGDS)    | 13 254       | 18,96        | 26 063      | 39,57       |  |
|                | Serge Hubert                      | PCF            | 8 713        | 12,46        |             |             |  |
|                |                                   |                |              |              |             |             |  |
| Inscrits       | Inscrits                          | Inscrits       | 87 768       | 100,00       | 87 768      | 100,00      |  |
| Abstentions    | Abstentions                       | Abstentions    | 16 645       | 18,96        | 20 210      | 23,03       |  |
| Votants        | Votants                           | Votants        | 71 123       | 81,04        | 67 558      | 76,97       |  |
| Blancs et nuls | Blancs et nuls                    | Blancs et nuls | 1 213        | 1,71         | 1 691       | 2,5         |  |
| Exprimés       | Exprimés                          | Exprimés       | 69 910       | 98,29        | 65 867      | 97,5        |  |

Le suppléant de François Le Douarec était André Guillou, docteur-vétérinaire, conseiller général du canton de Saint-Méen-le-Grand, conseiller municipal de Saint-Méen.

#### Élections de 1968
|                       | François Le Douarec sortant réélu | UDR (URP)      | 38 148 | 55,40  |  |  |  |
|                       | Michel Phlipponneau               | SFIO (FGDS)    | 10 169 | 14,77  |  |  |  |
|                       | Michel Le Roux                    | CD (PDM)       | 9 927  | 14,42  |  |  |  |
|                       | Serge Hubert                      | PCF            | 7 178  | 10,42  |  |  |  |
|                       | Pierre Heurtin                    | PSU            | 3 436  | 4,99   |  |  |  |
|                       |                                   |                |        |        |  |  |  |
| Inscrits              | Inscrits                          | Inscrits       | 87 925 | 100,00 |  |  |  |
| Abstentions           | Abstentions                       | Abstentions    | 18 186 | 20,68  |  |  |  |
| Votants               | Votants                           | Votants        | 69 739 | 79,32  |  |  |  |
| Blancs et nuls        | Blancs et nuls                    | Blancs et nuls | 881    | 1,26   |  |  |  |
| Exprimés              | Exprimés                          | Exprimés       | 68 858 | 98,74  |  |  |  |
| Source : Data.gouv.fr |                                   |                |        |        |  |  |  |

Le suppléant de François Le Douarec était André Guillou.

#### Élections de 1973
| Candidat              | Candidat                          | Parti          | Premier tour | Premier tour | Second tour | Second tour |  |
| Candidat              | Candidat                          | Parti          | Voix         | %            | Voix        | %           |  |
| --------------------- | --------------------------------- | -------------- | ------------ | ------------ | ----------- | ----------- |  |
|                       | François Le Douarec sortant réélu | UDR (URP)      | 36 869       | 46,54        | 43 383      | 56,19       |  |
|                       | Michel Phlipponneau               | PS (UGSD)      | 17 683       | 22,32        | 33 820      | 43,81       |  |
|                       | Henri Pitard                      | CD (MR)        | 10 122       | 12,78        | Retrait     | Retrait     |  |
|                       | Serge Hubert                      | PCF            | 9 128        | 11,52        | Retrait     | Retrait     |  |
|                       | Roger Hubeau                      | PSU            | 2 857        | 3,61         |             |             |  |
|                       | René Gorvan                       | SAV            | 1 020        | 1,29         |             |             |  |
|                       | Jacques David                     | UDB            | 845          | 1,07         |             |             |  |
|                       | Raymond Le Golvan                 | LO             | 691          | 0,87         |             |             |  |
|                       |                                   |                |              |              |             |             |  |
| Inscrits              | Inscrits                          | Inscrits       | 99 711       | 100,00       | 99 711      | 100,00      |  |
| Abstentions           | Abstentions                       | Abstentions    | 19 028       | 19,08        | 20 567      | 20,63       |  |
| Votants               | Votants                           | Votants        | 80 683       | 80,92        | 79 144      | 79,37       |  |
| Blancs et nuls        | Blancs et nuls                    | Blancs et nuls | 1 468        | 1,82         | 1 941       | 2,45        |  |
| Exprimés              | Exprimés                          | Exprimés       | 79 215       | 98,18        | 77 203      | 97,55       |  |
| Source : Data.gouv.fr |                                   |                |              |              |             |             |  |

Le suppléant de François Le Douarec était André Guillou.

#### Élections de 1978
| Candidat       | Candidat                          | Parti                | Premier tour | Premier tour | Second tour | Second tour |  |
| Candidat       | Candidat                          | Parti                | Voix         | %            | Voix        | %           |  |
| -------------- | --------------------------------- | -------------------- | ------------ | ------------ | ----------- | ----------- |  |
|                | François Le Douarec sortant réélu | RPR                  | 36 424       | 35,69        | 56 397      | 53,07       |  |
|                | Jean-Michel Boucheron             | PS                   | 29 346       | 28,75        | 49 880      | 46,93       |  |
|                | Christian Benoist                 | PCF                  | 12 295       | 12,05        |             |             |  |
|                | Alain Galesne                     | UDF (Rad)            | 11 697       | 11,46        |             |             |  |
|                | Pierre Abegg                      | UDF (PR)             | 4 723        | 4,63         |             |             |  |
|                | Alain Ruellan                     | PSU (FAB)            | 1 749        | 1,71         |             |             |  |
|                | Raymond Madec                     | LO                   | 1 607        | 1,57         |             |             |  |
|                | Yves Rouger                       | UDB                  | 1 582        | 1,55         |             |             |  |
|                | Yves Brandeho                     | PFN                  | 919          | 0,90         |             |             |  |
|                | Jacques Marolleau                 | Extrême gauche (OCF) | 589          | 0,58         |             |             |  |
|                | Jean-Gabriel Le Cam               | UOPDP                | 571          | 0,56         |             |             |  |
|                | André Pihuit                      | LCR (CCA)            | 567          | 0,56         |             |             |  |
|                |                                   |                      |              |              |             |             |  |
| Inscrits       | Inscrits                          | Inscrits             | 124 734      | 100,00       | 124 734     | 100,00      |  |
| Abstentions    | Abstentions                       | Abstentions          | 21 133       | 16,94        | 16 919      | 13,56       |  |
| Votants        | Votants                           | Votants              | 103 601      | 83,06        | 107 815     | 86,44       |  |
| Blancs et nuls | Blancs et nuls                    | Blancs et nuls       | 1 532        | 1,48         | 1 538       | 1,43        |  |
| Exprimés       | Exprimés                          | Exprimés             | 102 069      | 98,52        | 106 277     | 98,57       |  |

Le suppléant de François Le Douarec était André Guillou.

#### Élections de 1981
| Candidat       | Candidat                  | Parti                | Premier tour | Premier tour | Second tour | Second tour |  |
| Candidat       | Candidat                  | Parti                | Voix         | %            | Voix        | %           |  |
| -------------- | ------------------------- | -------------------- | ------------ | ------------ | ----------- | ----------- |  |
|                | Jean-Michel Boucheron élu | PS                   | 39 546       | 44,63        | 55 414      | 56,97       |  |
|                | André Guillou             | RPR (UNM)            | 31 000       | 34,99        | 41 858      | 43,03       |  |
|                | Alain Galesne             | UDF (Rad)            | 6 862        | 7,75         |             |             |  |
|                | Christian Benoist         | PCF                  | 5 578        | 6,30         |             |             |  |
|                | Pierre-Yves Glorennec     | MÉP                  | 3 406        | 3,84         |             |             |  |
|                | Monique Rannou            | UDB                  | 959          | 1,08         |             |             |  |
|                | Raymond Madec             | LO                   | 650          | 0,73         |             |             |  |
|                | Gérard Heurlin            | LCR                  | 330          | 0,37         |             |             |  |
|                | Christian Moënne          | Extrême gauche (OCF) | 271          | 0,31         |             |             |  |
|                |                           |                      |              |              |             |             |  |
| Inscrits       | Inscrits                  | Inscrits             | 133 503      | 100,00       | 133 498     | 100,00      |  |
| Abstentions    | Abstentions               | Abstentions          | 43 974       | 32,94        | 35 062      | 26,26       |  |
| Votants        | Votants                   | Votants              | 89 529       | 67,06        | 98 436      | 73,74       |  |
| Blancs et nuls | Blancs et nuls            | Blancs et nuls       | 927          | 1,04         | 1 164       | 1,18        |  |
| Exprimés       | Exprimés                  | Exprimés             | 88 602       | 98,96        | 97 272      | 98,82       |  |

Le suppléant de Jean-Michel Boucheron était Rémi Coudron, conseiller général du canton de Rennes-VIII.

## La circonscription de 1986 à 2010

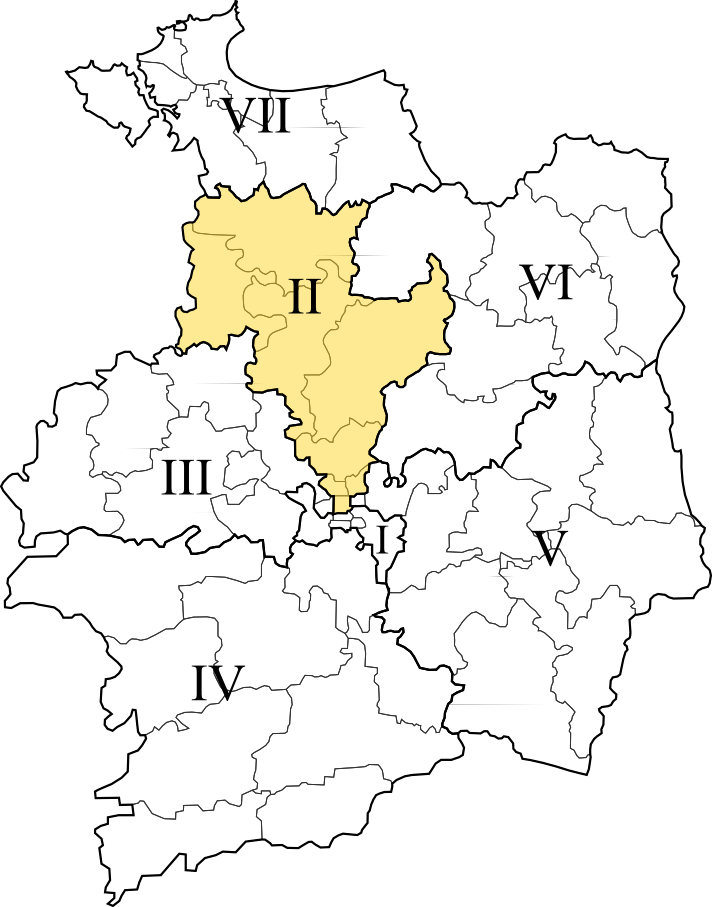
Localisation de la deuxième circonscription d'Ille-et-Vilaine

### Description géographique et démographique
Dans le découpage électoral de la loi no 86-1197 du 24 novembre 1986
, la circonscription regroupe les cantons suivants : 
- Canton de Betton
- Canton de Combourg
- Canton de Hédé
- Canton de Rennes-Centre
- Canton de Rennes-Nord
- Canton de Rennes-Nord-Est
- Canton de Saint-Aubin-d'Aubigné
- Canton de Tinténiac.

D'après le recensement général de la population en 1999, réalisé par l'Institut national de la statistique et des études économiques (INSEE), la population totale de cette circonscription est estimée à 132 164 habitants,.
- Avant le découpage de 1986, la circonscription de « Rennes Nord » était la première circonscription d'Ille-et-Vilaine.

### Historique des députations
| Législature | Début de mandat | Fin de mandat  | Député               | Parti politique | Observations                                                                          |
| ----------- | --------------- | -------------- | -------------------- | --------------- | ------------------------------------------------------------------------------------- |
| IXe         | 23 juin 1988    | 1er avril 1993 | Edmond Hervé         | PS              |                                                                                       |
| Xe          | 2 avril 1993    | 21 avril 1997  | Yvon Jacob           | App. RPR        | Mandat écourté à la suite d'une dissolution parlementaire décidée par Jacques Chirac. |
| XIe         | 12 juin 1997    | 18 juin 2002   | Edmond Hervé         | PS              |                                                                                       |
| XIIe        | 19 juin 2002    | 19 juin 2007   | Philippe Tourtelier, | PS,             |                                                                                       |
| XIIIe       | 20 juin 2007    | 19 juin 2012   | Philippe Tourtelier  | PS              |                                                                                       |

### Historique des élections

#### Élections de 1986
Résultats dans la circonscription (découpage 1988) de l'élection proportionnelle départementale.
|            | Edmond Hervé       | PS             | 22 071 | 40,12  |  |  |  |  |
|            | Pierre Méhaignerie | UDF (CDS - PR) | 16 815 | 30,57  |  |  |  |  |
|            | Michel Cointat     | RPR            | 9 311  | 16,92  |  |  |  |  |
|            | Jean Clerc         | FN             | 2 577  | 4,68   |  |  |  |  |
|            | Christian Benoist  | PCF            | 1 894  | 3,44   |  |  |  |  |
|            | Raymond Madec      | LO             | 805    | 1,46   |  |  |  |  |
|            | Louis Chopier      | DVG            | 789    | 1,43   |  |  |  |  |
|            | Arlette Tardif     | MRG            | 274    | 0,49   |  |  |  |  |
|            | Pierre Priet       | MPPT           | 249    | 0,45   |  |  |  |  |
|            | Gilles Roux        | I86            | 214    | 0,38   |  |  |  |  |
|            |                    |                |        |        |  |  |  |  |
| Inscrits   | Inscrits           | Inscrits       | 73 581 | 100,00 |  |  |  |  |
| Abstention | Abstention         | Abstention     | 15 732 | 21,38  |  |  |  |  |
| Votants    | Votants            | Votants        | 57 849 | 79,72  |  |  |  |  |
| Exprimés   | Exprimés           | Exprimés       | 54 999 | 74,75  |  |  |  |  |

#### Élections de 1988
| Candidat       | Candidat                   | Parti          | Premier tour | Premier tour | Second tour | Second tour |  |
| Candidat       | Candidat                   | Parti          | Voix         | %            | Voix        | %           |  |
| -------------- | -------------------------- | -------------- | ------------ | ------------ | ----------- | ----------- |  |
|                | Edmond Hervé sortant réélu | PS             | 23 373       | 47,70        | 29 455      | 55,51       |  |
|                | Claude Champaud            | RPR (URC)      | 18 091       | 36,92        | 23 604      | 44,49       |  |
|                | Yves Cochet                | Les Verts      | 3 192        | 6,51         |             |             |  |
|                | Pierre Michaux             | FN             | 2 576        | 5,25         |             |             |  |
|                | Françoise Lancelot         | PCF            | 1 544        | 3,15         |             |             |  |
|                | Jacques Ars                | Divers gauche  | 217          | 0,44         |             |             |  |
|                |                            |                |              |              |             |             |  |
| Inscrits       | Inscrits                   | Inscrits       | 75 636       | 100,00       | 75 729      | 100,00      |  |
| Abstentions    | Abstentions                | Abstentions    | 25 988       | 34,36        | 21 848      | 28,85       |  |
| Votants        | Votants                    | Votants        | 49 648       | 65,64        | 53 881      | 71,15       |  |
| Blancs et nuls | Blancs et nuls             | Blancs et nuls | 655          | 1,32         | 822         | 1,53        |  |
| Exprimés       | Exprimés                   | Exprimés       | 48 993       | 98,68        | 53 059      | 98,47       |  |

Le suppléant d'Edmond Hervé était Jean-Louis Tourenne, conseiller général du canton de Hédé, maire de La Mézière.

#### Élections de 1993
| Candidat                      | Candidat             | Parti          | Premier tour | Premier tour | Second tour | Second tour |  |
| Candidat                      | Candidat             | Parti          | Voix         | %            | Voix        | %           |  |
| ----------------------------- | -------------------- | -------------- | ------------ | ------------ | ----------- | ----------- |  |
|                               | Yvon Jacob élu       | RPR (UPF)      | 16 658       | 31,45        | 29 747      | 54,90       |  |
|                               | Edmond Hervé sortant | PS (ADFP)      | 14 038       | 26,50        | 24 437      | 45,10       |  |
|                               | Yves Cochet          | Les Verts (EÉ) | 7 087        | 13,38        |             |             |  |
|                               | Yves Pottier         | diss. RPR      | 6 848        | 12,93        |             |             |  |
|                               | Lionel Tocqué        | FN             | 3 158        | 5,96         |             |             |  |
|                               | Paul Lespagnol       | PCF            | 1 644        | 3,10         |             |             |  |
|                               | Raymond Madec        | LO             | 1 505        | 2,84         |             |             |  |
|                               | Jacques Ars          | Extrême gauche | 773          | 1,45         |             |             |  |
|                               | Bruno Lagadec        | UÉD            | 635          | 1,19         |             |             |  |
|                               | Marie-Claire Maudieu | LT-LNÉ         | 522          | 1,24         |             |             |  |
|                               | Alain Louvet         | PLN            | 167          | 0,39         |             |             |  |
|                               |                      |                |              |              |             |             |  |
| Inscrits                      | Inscrits             | Inscrits       | 81 532       | 100,00       | 81 217      | 100,00      |  |
| Abstentions                   | Abstentions          | Abstentions    | 25 773       | 31,61        | 23 567      | 29,02       |  |
| Votants                       | Votants              | Votants        | 55 759       | 68,39        | 57 650      | 70,98       |  |
| Blancs et nuls                | Blancs et nuls       | Blancs et nuls | 2 801        | 5,02         | 3 466       | 6,01        |  |
| Exprimés                      | Exprimés             | Exprimés       | 52 958       | 94,98        | 54 184      | 93,99       |  |
| Source : Data.gouv et CEVIPOF |                      |                |              |              |             |             |  |

Le suppléant d'Yvon Jacob était Jean-Yves Aoustin, agriculteur, maire de Dingé.

#### Élections de 1997
| Candidat                     | Candidat             | Parti                  | Premier tour | Premier tour | Second tour | Second tour |  |
| Candidat                     | Candidat             | Parti                  | Voix         | %            | Voix        | %           |  |
| ---------------------------- | -------------------- | ---------------------- | ------------ | ------------ | ----------- | ----------- |  |
|                              | Edmond Hervé élu     | PS                     | 19 662       | 36,96        | 31 249      | 54,88       |  |
|                              | Yvon Jacob sortant   | RPR                    | 15 621       | 29,36        | 25 694      | 45,12       |  |
|                              | Lionel Tocque        | FN                     | 3 379        | 6,35         |             |             |  |
|                              | Stéphane Jambois     | diss. UDF              | 2 790        | 5,24         |             |             |  |
|                              | Eliane Poirier       | PCF                    | 2 386        | 4,48         |             |             |  |
|                              | Nicole Kiil-Nielsen  | Les Verts              | 2 324        | 4,37         |             |             |  |
|                              | Raymond Madec        | LO                     | 1 833        | 3,45         |             |             |  |
|                              | Dominique Boullier   | Divers écologiste (EC) | 1 248        | 2,35         |             |             |  |
|                              | Bertrand Mathieu     | MPF (LDI)              | 1 194        | 2,24         |             |             |  |
|                              | Jean Peeters         | GÉ                     | 1 074        | 2,02         |             |             |  |
|                              | Jacques Ars          | Extrême gauche (RUT)   | 598          | 1,12         |             |             |  |
|                              | Dominique Leseigneur | LCR                    | 586          | 1,10         |             |             |  |
|                              | Jean-Marc Soubry     | Divers gauche (MDR)    | 403          | 0,76         |             |             |  |
|                              | Alain Louvet         | Divers (PLN)           | 75           | 0,14         |             |             |  |
|                              | Stéphane Rennesson   | Divers (PH)            | 17           | 0,03         |             |             |  |
|                              | Monique Renouard     | Divers gauche          | 10           | 0,02         |             |             |  |
|                              |                      |                        |              |              |             |             |  |
| Inscrits                     | Inscrits             | Inscrits               | 81 823       | 100,00       | 81 822      | 100,00      |  |
| Abstentions                  | Abstentions          | Abstentions            | 26 077       | 31,87        | 22 029      | 26,92       |  |
| Votants                      | Votants              | Votants                | 55 746       | 68,13        | 59 793      | 73,08       |  |
| Blancs et nuls               | Blancs et nuls       | Blancs et nuls         | 2 546        | 4,57         | 2 850       | 4,77        |  |
| Exprimés                     | Exprimés             | Exprimés               | 53 200       | 95,43        | 56 943      | 95,23       |  |
| Source : Assemblée nationale |                      |                        |              |              |             |             |  |

La suppléante d'Edmond Hervé était Marie-Thérèse Sauvée, commerçante, maire de Combourg, conseillère générale du canton de Combourg à partir de 1998.

#### Élections de 2002
| Candidat       | Candidat                | Parti               | Premier tour | Premier tour | Second tour | Second tour |  |
| Candidat       | Candidat                | Parti               | Voix         | %            | Voix        | %           |  |
| -------------- | ----------------------- | ------------------- | ------------ | ------------ | ----------- | ----------- |  |
|                | Philippe Tourtelier élu | PS                  | 22 879       | 38,94        | 30 146      | 52,49       |  |
|                | Loïck Le Brun           | UDF (UMP)           | 14 052       | 23,92        | 27 287      | 47,51       |  |
|                | Benoît Caron            | Divers droite (RPR) | 10 918       | 18,58        |             |             |  |
|                | André Poulain           | FN                  | 2 663        | 4,53         |             |             |  |
|                | Nicole Kiil-Nielsen     | Les Verts           | 2 445        | 4,16         |             |             |  |
|                | Jean-Charles Petitjean  | LCR                 | 900          | 1,53         |             |             |  |
|                | Raymond Madec           | LO                  | 863          | 1,47         |             |             |  |
|                | Nicole Gargam           | PCF                 | 729          | 1,24         |             |             |  |
|                | Christiane Gourio       | LT-LNÉ              | 570          | 0,97         |             |             |  |
|                | Brice Lalonde           | GÉ                  | 547          | 0,93         |             |             |  |
|                | Éliane Leclerq          | UDB                 | 513          | 0,87         |             |             |  |
|                | Muriel Sanchez          | CPNT                | 509          | 0,87         |             |             |  |
|                | Monique Robert          | MNR                 | 350          | 0,60         |             |             |  |
|                | Pascal Geneston         | ND                  | 283          | 0,48         |             |             |  |
|                | Philippe Berthelot      | Pôle républicain    | 263          | 0,45         |             |             |  |
|                | Monique Lasserre        | PT                  | 226          | 0,38         |             |             |  |
|                | Yves Bougeard           | Divers droite       | 40           | 0,07         |             |             |  |
|                |                         |                     |              |              |             |             |  |
| Inscrits       | Inscrits                | Inscrits            | 90 031       | 100,00       | 90 025      | 100,00      |  |
| Abstentions    | Abstentions             | Abstentions         | 30 208       | 33,55        | 31 264      | 34,73       |  |
| Votants        | Votants                 | Votants             | 59 823       | 66,45        | 58 761      | 65,27       |  |
| Blancs et nuls | Blancs et nuls          | Blancs et nuls      | 1 073        | 1,79         | 1 328       | 2,26        |  |
| Exprimés       | Exprimés                | Exprimés            | 58 750       | 98,21        | 57 433      | 97,74       |  |

La suppléante de Philippe Tourtelier était Nathalie Appéré, cadre administratif, maire adjointe de Rennes.

#### Élections de 2007
| Candidat       | Candidat                          | Parti             | Premier tour | Premier tour | Second tour | Second tour |  |
| Candidat       | Candidat                          | Parti             | Voix         | %            | Voix        | %           |  |
| -------------- | --------------------------------- | ----------------- | ------------ | ------------ | ----------- | ----------- |  |
|                | Philippe Tourtelier sortant réélu | PS                | 23 483       | 38,21        | 34 841      | 56,43       |  |
|                | Loïck Le Brun                     | UMP               | 22 793       | 37,09        | 26 902      | 43,57       |  |
|                | Anne-Marie Tirel                  | UDF–MoDem         | 6 202        | 10,09        |             |             |  |
|                | Jean-Marie Goater                 | Les Verts         | 2 803        | 4,56         |             |             |  |
|                | Valérie Faucheux                  | LCR               | 2 020        | 3,29         |             |             |  |
|                | Joël Boudier                      | FN                | 1 044        | 1,70         |             |             |  |
|                | Carol Le Trionnaire               | PCF               | 936          | 1,52         |             |             |  |
|                | Sabine de Larocque                | MPF               | 702          | 1,14         |             |             |  |
|                | Raymond Madec                     | LO                | 550          | 0,89         |             |             |  |
|                | Michel Noyer                      | Divers écologiste | 509          | 0,83         |             |             |  |
|                | Marc Verschueren                  | PT                | 164          | 0,27         |             |             |  |
|                | Xavier Chatellier                 | AL                | 143          | 0,23         |             |             |  |
|                | Sébastien Drochon                 | S&P               | 110          | 0,18         |             |             |  |
|                |                                   |                   |              |              |             |             |  |
| Inscrits       | Inscrits                          | Inscrits          | 98 110       | 100,00       | 98 092      | 100,00      |  |
| Abstentions    | Abstentions                       | Abstentions       | 35 791       | 36,48        | 35 042      | 35,72       |  |
| Votants        | Votants                           | Votants           | 62 319       | 63,52        | 63 050      | 64,28       |  |
| Blancs et nuls | Blancs et nuls                    | Blancs et nuls    | 860          | 1,38         | 1 307       | 2,07        |  |
| Exprimés       | Exprimés                          | Exprimés          | 61 459       | 98,62        | 61 743      | 97,93       |  |

La suppléante de Philippe Tourtelier était Nathalie Appéré.

## La circonscription depuis 2010

Localisation de la circonscription dans le département depuis 2010.

### Description géographique
À la suite du redécoupage des circonscriptions législatives françaises de 2010, induit par l'ordonnance no 2009-935 du 29 juillet 2009, ratifiée par le Parlement français le 21 janvier 2010, la deuxième circonscription d'Ille-et-Vilaine regroupe les divisions administratives suivantes :
- Canton de Betton
- Canton de Cesson-Sévigné
- Canton de Hédé
- Canton de Liffré
- Canton de Rennes-Est
- Canton de Rennes-Nord-Est.

### Historique des députations
| Législature | Début de mandat | Fin de mandat | Député                        | Parti politique | Observations                                                                           |
| ----------- | --------------- | ------------- | ----------------------------- | --------------- | -------------------------------------------------------------------------------------- |
| XIVe        | 20 juin 2012    | 20 juin 2017  | Nathalie Appéré               | PS              |                                                                                        |
| XVe         | 21 juin 2017    | 21 juin 2022  | Laurence Maillart-Méhaignerie | MoDem           |                                                                                        |
| XVIe        | 22 juin 2022    | 9 juin 2024   | Laurence Maillart-Méhaignerie | LREM            | Mandat écourté à la suite d'une dissolution parlementaire décidée par Emmanuel Macron. |
| XVIIe       | 8 juillet 2024  | En cours      | Tristan Lahais                | G·s             |                                                                                        |

### Historique des élections

#### Élections de 2012
| Candidat       | Candidat             | Parti          | Premier tour | Premier tour | Second tour | Second tour |  |
| Candidat       | Candidat             | Parti          | Voix         | %            | Voix        | %           |  |
| -------------- | -------------------- | -------------- | ------------ | ------------ | ----------- | ----------- |  |
|                | Nathalie Appéré élue | PS             | 25 509       | 48,10        | 32 040      | 63,45       |  |
|                | Bertrand Plouvier    | UMP            | 16 158       | 30,46        | 18 458      | 36,55       |  |
|                | Gilles Nicolas       | EÉLV (UDB)     | 4 387        | 8,27         |             |             |  |
|                | Françoise Rubion     | PG (FG) (PCF)  | 3 097        | 5,84         |             |             |  |
|                | Pascal Crambert      | FN (RBM)       | 2 862        | 5,40         |             |             |  |
|                | Simon Danjou         | JB             | 389          | 0,73         |             |             |  |
|                | Florence Defrance    | LO             | 324          | 0,61         |             |             |  |
|                | Claude Duc-Mauge     | NPA            | 312          | 0,59         |             |             |  |
|                |                      |                |              |              |             |             |  |
| Inscrits       | Inscrits             | Inscrits       | 86 964       | 100,00       | 86 967      | 100,00      |  |
| Abstentions    | Abstentions          | Abstentions    | 33 160       | 38,13        | 35 203      | 40,48       |  |
| Votants        | Votants              | Votants        | 53 804       | 61,87        | 51 764      | 59,52       |  |
| Blancs et nuls | Blancs et nuls       | Blancs et nuls | 766          | 1,42         | 1 266       | 2,45        |  |
| Exprimés       | Exprimés             | Exprimés       | 53 038       | 98,58        | 50 498      | 97,55       |  |

Le suppléant de Nathalie Appéré était Michel Gautier, conseiller technique, maire de Betton et conseiller général du canton de Betton.

#### Élections de 2017
La socialiste Gaëlle Andro est candidate aux élections législatives françaises de 2017. Elle est actuellement vice-présidente de Rennes Métropole chargée du développement économique, de l'emploi et des finances, conseillère municipale de Rennes et conseillère départementale d'Ille-et-Vilaine. Son suppléant est Rémy Bourges, maire de Dingé.
Bertrand Plouvier, chef de file de l'opposition à Rennes et à Rennes Métropole, conseiller régional Les Républicains est le candidat de l'union de la droite et du centre. Il est le candidat investi par la majorité pour la France. Il était porte-parole d'Alain Juppé pour l'Ille-et-Vilaine lors de la primaire de la droite et du centre. Sa suppléante est Nathalie Pasquet, élue de Saint-Grégoire, chargé des sports.
La République en marche investit Laurence Maillart-Méhaignerie, chef d'entreprise, administratrice de la Maison de l'Europe de Rennes, 2e de la liste UDI/Modem menée par Jean Arthuis dans la circonscription Ouest lors des élections européennes de 2014. Son suppléant est Hervé Picard, maire de Ercé-près-Liffré.
|                                                                                |                                                                               |                           |                           |                          |                          |
|                                                                                |                                                                               | Premier tour 11 juin 2017 | Premier tour 11 juin 2017 | Second tour 18 juin 2017 | Second tour 18 juin 2017 |
|                                                                                |                                                                               |                           |                           |                          |                          |
|                                                                                |                                                                               | Nombre                    | % des inscrits            | Nombre                   | % des inscrits           |
| Inscrits                                                                       | Inscrits                                                                      | 92 292                    | 100,00                    | 92 292                   | 100,00                   |
| Abstentions                                                                    | Abstentions                                                                   | 38 356                    | 41,56                     | 50 378                   | 54,59                    |
| Votants                                                                        | Votants                                                                       | 53 936                    | 58,44                     | 41 914                   | 45,41                    |
|                                                                                |                                                                               |                           | % des votants             |                          | % des votants            |
| Bulletins blancs                                                               | Bulletins blancs                                                              | 531                       | 0,98                      | 4 477                    | 10,68                    |
| Bulletins nuls                                                                 | Bulletins nuls                                                                | 203                       | 0,38                      | 1 272                    | 3,03                     |
| Suffrages exprimés                                                             | Suffrages exprimés                                                            | 53 202                    | 98,64                     | 36 165                   | 86,28                    |
|                                                                                |                                                                               |                           |                           |                          |                          |
| Candidat Étiquette politique (partis et alliances)                             | Candidat Étiquette politique (partis et alliances)                            | Voix                      | % des exprimés            | Voix                     | % des exprimés           |
|                                                                                |                                                                               |                           |                           |                          |                          |
|                                                                                | Laurence Maillart-Méhaignerie Mouvement démocrate (La République en marche)   | 24 727                    | 46,48                     | 26 922                   | 74,44                    |
|                                                                                | Bertrand Plouvier Les Républicains (Union des démocrates et indépendants)     | 6 472                     | 12,16                     | 9 243                    | 25,56                    |
|                                                                                | Louis Fricker La France insoumise                                             | 6 183                     | 11,62                     |                          |                          |
|                                                                                | Gaëlle Andro Parti socialiste                                                 | 6 173                     | 11,60                     |                          |                          |
|                                                                                | Lucile Koch Europe Écologie Les Verts                                         | 2 884                     | 5,42                      |                          |                          |
|                                                                                | Julien Masson Front national                                                  | 2 658                     | 5,00                      |                          |                          |
|                                                                                | Christophe Rouyer Divers droite (Parti chrétien-démocrate)                    | 816                       | 1,53                      |                          |                          |
|                                                                                | Evelyne Forcioli Parti communiste français                                    | 686                       | 1,29                      |                          |                          |
|                                                                                | Daniel Cueff Régionaliste                                                     | 625                       | 1,17                      |                          |                          |
|                                                                                | Guillaume Monrocq Divers (Confédération pour l'homme, l'animal et la planète) | 421                       | 0,79                      |                          |                          |
|                                                                                | Jeanne Richomme Écologiste (Parti animaliste)                                 | 347                       | 0,65                      |                          |                          |
|                                                                                | Yves Picard Divers (Parti pirate)                                             | 311                       | 0,58                      |                          |                          |
|                                                                                | Yann Réminiac Écologiste (Parti breton)                                       | 305                       | 0,57                      |                          |                          |
|                                                                                | Florence Defrance Lutte ouvrière                                              | 301                       | 0,57                      |                          |                          |
|                                                                                | Denis Lemercier Divers (Union populaire républicaine)                         | 293                       | 0,55                      |                          |                          |
|                                                                                | Guillaume Hardy Divers (Ekkitab)                                              | 0                         | 0,00                      |                          |                          |
|                                                                                | Laëtitia Claudic Divers droite (Union des démocrates et indépendants diss.)   | 0                         | 0,00                      |                          |                          |
| Source : Ministère de l'Intérieur - Deuxième circonscription d'Ille-et-Vilaine |                                                                               |                           |                           |                          |                          |

#### Élections de 2022
| Résultats des élections législatives des 12 et 19 juin 2022 de la 2e circonscription d'Ille-et-Vilaine |                               |                          |              |              |             |             |
| Candidat                                                                                               | Candidat                      | Parti et coalition       | Premier tour | Premier tour | Second tour | Second tour |
| Candidat                                                                                               | Candidat                      | Parti et coalition       | Voix         | %            | Voix        | %           |
| | Laurence Maillart-Méhaignerie | LREM (ENS)               | 22 630       | 41,41        | 28 165      | 51,82       |
| | Tristan Lahais                | G·s (NUPES)              | 21 596       | 39,51        | 26 190      | 48,18       |
| | Stéphanie Cadiou              | RN                       | 4 598        | 8,41         |             |             |
| | Jean-Pierre Charote           | REC                      | 2 204        | 4,03         |             |             |
| | Mathilde Lahogue              | UDB                      | 1 154        | 2,11         |             |             |
| | Marc-Antoine Jambu            | LP (UPF)                 | 718          | 1,31         |             |             |
| | Victor Marion                 | PA                       | 676          | 1,24         |             |             |
| | Florence Defrance             | LO                       | 619          | 1,13         |             |             |
| | Maël Egron                    | PB                       | 375          | 0,69         |             |             |
| | Sofia Ben Lahcen              | UDMF                     | 84           | 0,15         |             |             |
| Votes valides                                                                                          | Votes valides                 | Votes valides            | 54 654       | 97,86        | 54 355      | 95.83       |
| Votes blancs                                                                                           | Votes blancs                  | Votes blancs             | 913          | 1,63         | 1627        | 2.87        |
| Votes nuls                                                                                             | Votes nuls                    | Votes nuls               | 282          | 0,50         | 736         | 1.30        |
| Total                                                                                                  | Total                         | Total                    | 55 849       | 100          | 56 718      | 100         |
| Abstention                                                                                             | Abstention                    | Abstention               | 42 410       | 43,16        | 41 553      | 42.28       |
| Inscrits / participation                                                                               | Inscrits / participation      | Inscrits / participation | 98 259       | 56,84        | 98 271      | 57.72       |

Le suppléant de Laurence Maillart-Méhaignerie était Sébastien Journet, ingénieur commercial.

#### Élections de 2024
| Candidat                 | Candidat                      | Parti et coalition       | Nuance                   | Premier tour | Premier tour | Second tour | Second tour |
| Candidat                 | Candidat                      | Parti et coalition       | Nuance                   | Voix         | %            | Voix        | %           |
| ------------------------ | ----------------------------- | ------------------------ | ------------------------ | ------------ | ------------ | ----------- | ----------- |
|                          | Tristan Lahais                | G.s (NFP)                | UG                       | 30 361       | 40,31        | 32 489      | 43,65       |
|                          | Laurence Maillart-Méhaignerie | RE (ENS)                 | ENS                      | 25 792       | 34,24        | 29 342      | 39,42       |
|                          | Bérénice Vanhaecke            | RN                       | RN                       | 13 130       | 17,43        | 12 595      | 16,92       |
|                          | Christophe Decourcelle        | LR                       | LR                       | 5 218        | 6,93         |             |             |
|                          | Florence Defrance             | LO                       | EXG                      | 746          | 0,99         |             |             |
|                          | Olivier Hanne                 | LD                       | ECO                      | 71           | 0,09         |             |             |
|                          |                               |                          |                          |              |              |             |             |
| Votes valides            | Votes valides                 | Votes valides            | Votes valides            | 75 318       | 98,08        | 74 426      | 98,01       |
| Votes blancs             | Votes blancs                  | Votes blancs             | Votes blancs             | 1 022        | 1,33         | 1 111       | 1,46        |
| Votes nuls               | Votes nuls                    | Votes nuls               | Votes nuls               | 450          | 0,59         | 403         | 0,53        |
| Total                    | Total                         | Total                    | Total                    | 76 790       | 100          | 75 940      | 100         |
| Abstention               | Abstention                    | Abstention               | Abstention               | 23 110       | 23,13        | 23 975      | 24,00       |
| Inscrits / participation | Inscrits / participation      | Inscrits / participation | Inscrits / participation | 99 900       | 76,87        | 99 915      | 76,00       |